# 2233 Kuznetsov
2233 Kuznetsov este un asteroid din centura principală, descoperit pe 3 decembrie 1972 de Liudmila Juravliova.